# Оно, Хидэо
Хидэо Оно (яп. 大野 英男 О:но Хидэо, род. 1954) — японский физик, 22-й президент Университета Тохоку.

## Биография
Учился в Токийском университете. Получил степень доктора наук в Токийском университете (1982). Провёл год в аспирантуре Корнельского университета (1979). Лектор в Инженерной школе Университета Хоккайдо (1982—1983), доцент (1983—1994). Приглашённый профессор в Научно-исследовательском центре IBM (1988—1990).
Профессор университета Тохоку (с 1994). Профессор Научно-исследовательского института электрических коммуникаций (с 1995). Руководитель лаборатории наноэлектроники и спинтроники в университете Тохоку (с 2004). Директор Центра интегрированных систем Spintronics (2010—2018). Был приглашён в качестве возможного кандидата на получение Нобелевской премии в 2011 году за свою работу в спинтронике.
Избран 22-м президентом Университета Тохоку c апреля 2018 года.

### Основные научные работы
- Ikeda, S.; Miura, K.; Yamamoto, H.; Mizunuma, K.; Gan, H. D.; Endo, M.; Kanai, S.; Hayakawa, J.; Matsukura, F.; Ohno, H. A perpendicular-anisotropy CoFeB–MgO magnetic tunnel junction (англ.) // Nature Materials : journal. — 2010. — August (vol. 9, no. 9). — P. 721—724. — doi:10.1038/nmat2804. — Bibcode: 2010NatMa...9..721I. — PMID 20622862.
- Ohno, H.; Chiba, D.; Matsukura, F.; Omiya, T.; Abe, E.; Dietl, T.; Ohno, Y.; Ohtani, K. Electric-field control of ferromagnetism (англ.) // Nature. — 2000. — Vol. 408, no. 6815. — P. 944—946. — doi:10.1038/408944a. — Bibcode: 2000Natur.408..944O.
- Dietl, T.; Ohno, H.; Matsukura, F. et al. Zener model description of ferromagnetism in zinc-blende magnetic semiconductors (англ.) // Science. — 2000. — Vol. 287, no. 5455. — P. 1019—1022. — doi:10.1126/science.287.5455.1019.
- Ohno, H. Making nonmagnetic semiconductors ferromagnetic (англ.) // Science. — 1998. — Vol. 281, no. 5379. — P. 951—956. — doi:10.1126/science.281.5379.951. — Bibcode: 1998Sci...281..951O. — PMID 9703503.

### Награды
- 1998 — Награда японского научно-исследовательского центра IBM
- 2005 — Премия Японской академии наук за «Исследования по квантовому управлению электронами полупроводниковыми наноструктурами и ферромагнетизмом»
- 2005 — Премия «Еврофизика» за работу в области ферромагнитных полупроводников и спинтроники
- 2011 — Включение в список вероятных лауреатов Нобелевской премии по цитируемости научных работ
- 2012 — Награда Японского общества прикладной физики[англ.][8]
- 2012 — Награда Института инженеров по электротехнике и электронике в знак признания лидерства и вклада в раздел электроники[9]
- 2018 — Включение в список вероятных лауреатов Нобелевской премии по цитируемости научных работ[10]